# Iskreț, Sofia
Iskreț (în bulgară Искрец) este un sat în comuna Svoghe, regiunea Sofia,  Bulgaria. 

## Demografie
Componența etnică a satului Iskreț
     Bulgari (98,1%)
     Nicio identificare (1,29%)
     Altele (0,59%)
La recensământul din 2011, populația satului Iskreț era de 2.010 locuitori. Din punct de vedere etnic, majoritatea locuitorilor (98,1%) erau bulgari. Pentru 1,29% din locuitori nu este cunoscută apartenența etnică.